# Brezova (Słowenia)
Brezova – wieś w Słowenii, w gminie miejskiej Celje. W 2018 roku liczyła 243 mieszkańców. 